# Ampitatafika (Antananarivo Atsimondrano)
Ampitatafika è una città e comune del Madagascar situata nel distretto di Antananarivo Atsimondrano, regione di Analamanga. 
La popolazione del comune rilevata nel censimento 2001 era pari a 55 598 unità.